# Polygala africana
Polygala africana är en jungfrulinsväxtart som beskrevs av Chod.. Polygala africana ingår i släktet jungfrulinssläktet, och familjen jungfrulinsväxter. Inga underarter finns listade i Catalogue of Life.